# Chinggak Hongch’ŏk
Hongch'ŏk (홍척, 洪陟) znany także jako Hongjik (홍직, zm. 828?) – koreański mistrz sŏn, założyciel szkoły sŏn silsang.

## Życiorys
W latach 810–826 przebywał w Chinach. Został uczniem chińskiego mistrza chan Xitanga Zhizanga w klasztorze Kaiyuan. Jego braćmi w Dharmie byli inni Koreańczycy Chŏgin Hyech'ŏl i Toŭi.
Po powrocie do Korei (Silla) wybudował w 828 r. istniejący do dziś klasztor Silsang na górze Chiri. Tym samym założył jedną z tzw. dziewięciu górskich szkół sŏn. Był pierwszym, który objaśnił doktrynę sŏn rodzinie królewskiej.
Jego najbardziej znanym uczniem był Such’ŏl (zm. 898).
Zapiski związane z górską szkołą silsang potwierdzają, że chociaż Hongch'ŏk wrócił do Korei później niż Toŭi (w 818), to jednak był pierwszym mistrzem, który ustanowił tradycyjny klasztor sŏn, w którym nauczano praktyki sŏn.

## Linia przekazu Dharmy zen
Pierwsza liczba oznacza liczbę pokoleń mistrzów od 1 Patriarchy indyjskiego Mahakaśjapy.
Druga liczba oznacza liczbę pokoleń od 28/1 Bodhidharmy, 28 Patriarchy Indii i 1 Patriarchy Chin.
Trzecia liczba oznacza początek nowej linii przekazu w danym kraju.
- 33/6. Huineng (638–713) południowa szkoła chan
  - 34/7. Nanyue Huairang (677–744) szkoła hongzhou
    - 35/8. Mazu Daoyi (707–788)
      - 36/9. Xitang Zhizang (728–809)
        - 37/10/1. Chinggak Hongch'ŏk (zm. 828) Korea; szkoła silsang
          - 38/11/2. Such’ŏl (816–892)
            - 39/12/3. Umkwang (bd)

## Zobacz
- Sŏn